# Ludwig Christoph Scheffer
Ludwig Christoph Scheffer, auch Ludwig Christof Schefer (* 18. Oktober 1669 in Marburg; † 24. Oktober 1731 in Berleburg) war ein Pietist, reformierter Pfarrer und Inspektor in Berleburg und ein Hauptmitarbeiter an der Marburger Bibel und der Berleburger Bibel.
Scheffer war ein Sohn des Johann Ludwig Scheffer, Wittgensteinscher Rat zu Laasphe, und der Anna Katherina geb. Pauli. Sein Großvater David Ludwig Scheffer war Sohn des Reinhard Scheffer des Jüngeren, Kanzler der Landgrafschaft Hessen-Kassel, und Enkel des landgräflich-hessischen Kanzlers Reinhard Scheffer des Älteren (1529–1587).
Ludwig Christoph war verheiratet mit Susanne Mieg. Aus der Ehe gingen drei Söhne hervor.
Sein Wirken in Berleburg findet breiten Raum in den Tagebüchern seines Landesherrn, Graf Casimir zu Sayn-Wittgenstein-Berleburg (1687–1741), die dieser ab 1724 führte.